# John Hannah (atleta)
John Allen "Hawg" Hannah (4 de abril de 1951, Canton, Geórgia) é um ex-jogador de futebol americano que atuava na linha ofensiva pelo New England Patriots (1973–1985) na National Football League. Ele foi eleito para o hall da fama do esporte em 1991 e a revista Sports Illustrated o nomeou, em 3 de agosto de 1981, o "Melhor Jogador de Linha Ofensiva de Todos os Tempos".